# Обжилое
Обжи́лое (укр. Обжи́ле) — село, относится к Балтскому району Одесской области Украины.
Население по переписи 2001 года составляло 869 человек. Почтовый индекс — 66140. Телефонный код — 4866. Занимает площадь 4,06 км². Код КОАТУУ — 5120684401.

## Местный совет
66143, Одесская обл., Балтский р-н, с. Обжилое
Обжилое — село, центр сельского Совета. Расположено на левом берегу реки Кодымы, в 20 км от Балты и 8 км от железнодорожной станции Абамеликово. Дворов — 583, населения — 1426 человек. Сельсовету подчинены села Березовка, Новопавловка.
На территории Обжилого находится бригада колхоза им. Дьячишина (центральная усадьба в с. Березовке), за которой закреплено 3,4 тыс. га сельскохозяйственных угодий, в том числе 2,6 тыс. га пахотной земли. В хозяйстве выращиваются зерновые и технические культуры. Развито мясо-молочное животноводство. Подсобные предприятия — мельница, маслобойня, пилорама. За производственные успехи 19 передовиков награждены орденами и медалями.
В селе есть филиал Березовской средней школы, где обучаются 138 детей, работают 17 учителей. К 50-летию Великого Октября в Обжилом сооружен дом культуры с залом на 400 мест и библиотекой (9,7 тыс. книг). Население обслуживают фельдшерско-акушерский пункт, дет-ский сад, дом быта, столовая, шесть магазинов, отделение связи, сберегательная касса.
Первичная партийная организация насчитывала 53 коммуниста, в двух комсомольских — 34 члена ВЛКСМ. Партийная ячейка создана в 1925, комсомольская — в 1924 году.

## История
Обжилое основано в середине XVIII в. В 19 ст. Был сооружён храм Свято-успения Пресвятой Богородицы. В советское время Церковь  была закрыта комунистами. Во время ВОВ храм снова был открыт Румынским правительством. Позже в 60 годы был снова закрыт при Хрущёве. В 1988 году к 1000 летию крещения Руси,  храм было вновь открыт. Богослужения совершаются в нём по сей день. Советская власть установлена в январе 1918 года. В мае того же года в соседнее село Березовку приехал его уроженец солдат севастопольского гарнизона И. К. Дьячишин. Он организовал партизанский отряд для борьбы против австро-германских оккупантов и их буржуазно-националистических прислужников. В 1918—1920 гг. Березовка стала центром партизанской борьбы на Приднестровье. В сентябре 1918 года партизаны отрядаДьячишина в районе Обжилого разгромили гетманский карательный отряд, а в марте следующего года разбили петлюровцев, предпринявших нападение на партизанские села. В 1921 году от рук бандитов в Обжилом погиб представитель Одесского губкома партии В. А. Островидов . В советские времена его именем была названа одна из улиц Одессы ныне — улица Новосельского). Первое коллективное хозяйство «Красный партизан» организовано в 1924 году. На фронтах Великой Отечественной войны сражался против врага 441 житель села, 143 — награждены орденами и медалями Союза ССР. За мужество и отвагу, проявленные при штурме Берлина, уроженец села Березовки А. В. Танасийчук удостоен высокого звания Героя Советского Союза. 222 жителя Обжилого погибли. В память о них и павших воинах-освободителях в селе установлены два обелиска и три памятника. В дни празднования 50-летия Великого Октября в Березовке открыт памятник на могиле партизана комсомольца-чекиста Е. Сорокатого, убитого в 1921 году бандитами. В Березовской средней школе им. Дьячишина создан историко-краеведческий музей. Организатор музея — учительница С. Л. Диордийчук в 1966 году награждена орденом Ленина. ==
Близ Березовки обнаружены могильник эпохи бронзы (II тысячелетие до н. э.), а также могильник и поселение первых веков нашей эры.